# 15434 Mittal
15434 Mittal eller 1998 VM25 är en asteroid i huvudbältet som upptäcktes den 10 november 1998 av LINEAR i Socorro County, New Mexico. Den är uppkallad efter Alexander Chow Mittal.
Asteroiden har en diameter på ungefär 3 kilometer.